# Zofia Baniecka
Zofia Baniecka ps. „Zof” (ur. 12 maja 1917 w Warszawie, zm. 2 czerwca 1993 tamże) – działaczka polskiego ruchu oporu, „Solidarności”, KOR; więźniarka polityczna; Sprawiedliwa wśród Narodów Świata; rzeźbiarka i graficzka. W czasie Holocaustu razem z matką uratowała ponad pięćdziesiąt osób żydowskiego pochodzenia.

## Życiorys

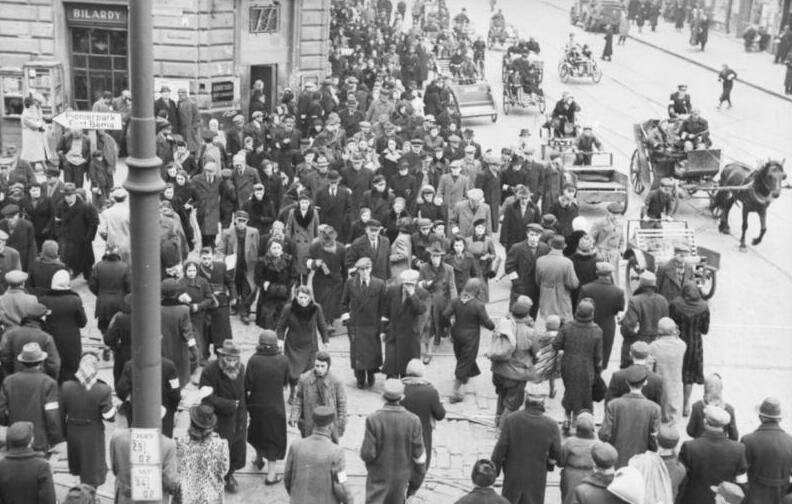
Warszawskie getto (1941), fot. Albert Cusian

Jej ojciec Mieczysław był rzeźbiarzem, a matka Felicja (z domu: Leśkiewicz) nauczycielką. Rodzice nie byli religijni, ale posłali córkę do katolickiej szkoły. Następnie studiowała na Uniwersytecie Warszawskim i pracowała w Państwowym Instytucie Robót Ręcznych.
Rodzina miała dużo znajomych i przyjaciół wśród warszawskich Żydów. W 1940 roku niemieccy okupanci nakazali przeprowadzkę, ponieważ dom według nowych planów znajdował się już w strefie nowo utworzonego getta.
Cała rodzina zaangażowała się w pomoc żydowskim mieszkańcom Warszawy: matka Zofii przenosiła broń i amunicję w torbach na zakupy, a ojciec szmuglował książki i jedzenie do zakazanej strefy. Z kolei Zofia jako łączniczka o pseudonimie Zof (także: Zosia od Łedy) przewoziła broń m.in. do Kielc i Lublina, kolportowała prasę podziemną i pomagała Komitetowi Żydowskiemu znaleźć kryjówki dla żydowskich dzieci. W stopniu strzelca od 1941 roku podlegała Komendzie Głównej Batalionów Chłopskich, pracując w redakcji dziennika powstańczego „Żywią i Bronią”.
Po jakimś czasie, dzięki pomocy członków podziemia, rodzina znalazła większe mieszkanie, tuż przy murze getta, przy ulicy Ogrodowej. W czterech pokojach z kuchnią urządzono za zasłonami schronienie dla kolejnych Żydów, uciekających przed prześladowaniami.
Mieczysław Baniecki zginął w 1941 roku w wyniku nalotu radzieckiego lotnictwa, ale matka i córka nie zaprzestały niesienia pomocy. W latach 1941–1944 uratowały wspólnie przynajmniej pięćdziesięciu Żydów, w tym 10-osobową rodzinę, której udało uciec się z płonącego getta w kwietniu 1943 roku. Jedną z uratowanych była Ruth Curtin.
Jej szlak bojowy w czasie powstania warszawskiego obejmował trasę: Stare Miasto – kanały – Żoliborz – Kampinos.

### Okres powojenny

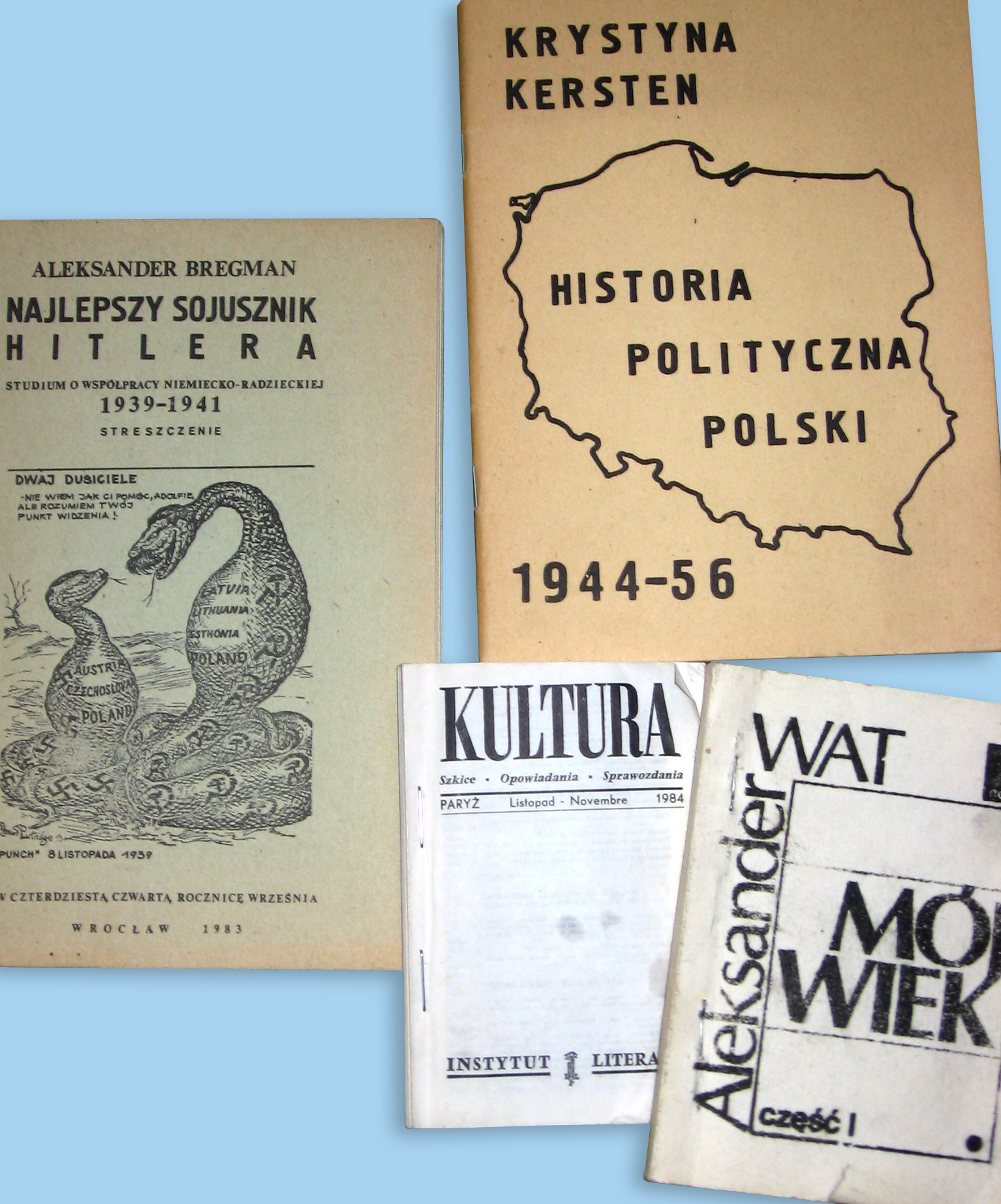
Polskie wydawnictwa podziemne (lata 80. XX w.)

Po wojnie, 16 sierpnia 1945 roku, jako członkini ruchu oporu, została aresztowana przez UB. Proces odbył się 11 stycznia 1946 roku, sąd wojskowy skazał ją na 8 lat więzienia, a po uwzględnieniu amnestii z 1945 roku wyrok skrócono do 3 lat pozbawienia wolności. W Fordonie, dokąd ją przewieziono, przydzielono ją do tzw. pracowni artystycznej: tworzyła tam humorystyczne ilustracje, komentujące więzienną rzeczywistość i swetry. Prośby matki i uratowanych Żydów nie pomogły we wcześniejszym uwolnieniu: więzienie opuściła dopiero 17 sierpnia 1948 roku.
W 1949 roku zaczęła pracować w spółdzielni „Chłopski Świat”, w tym samym roku rozpoczęła także studia w Akademii Sztuk Pieknych Warszawie (dyplom uzyskała w 1955 w pracowni Mariana Wnuka). Zajmowała się rzeźbą kameralną i grafiką wystawienniczą. Współpracowała z Polską Izba Handlu Zagranicznego i Przedsiębiorstwem Wystaw i Targów Zagranicznych, m.in. realizowała dorywcze prace plastyczne przy organizacji Targów Poznańskich. W późniejszych latach prowadziła także zajęcia na ASP. 16 marca 1965 roku wyszła za mąż za elektronika, Adama Szulczewskiego; zachowała przy tym swoje panieńskie nazwisko.
W 1977 roku działała w biurze Komitetu Obrony Robotników, a razem z mężem angażowała się w ruch „Solidarności”, m.in. w latach 1982–1989 kolportując prasę podziemną i użyczając mieszkania m.in. na spotkania KOR-owców oraz założycieli Solidarności-Mazowsze. W latach 1978–1981 organizowała tzw. uniwersytety latające. W związku z działalnością opozycyjną małżeństwo było zatrzymywane przez władze, a ich mieszkanie rewidowano.
Od 1956 była członkiem Związku Polskich Artystów Plastyków.
Mąż Zofii zmarł trzy lata po niej. Oboje pochowani są na Powązkach (kwatera 155-1-9).
W 2016 roku pośmiertnie przyznano Zofii Banieckiej medal Sprawiedliwi wśród Narodów Świata.
W archiwum Muzeum Powstania Warszawskiego znajduje się ryngraf z chleba wykonany przez Zofię Baniecką w więzieniu w Fordonie. Dar został przekazany w 2015 roku przez Józefę Majewską (później Słowińską), więzioną tam w latach 1946–1952.

## Odznaczenia
- Sprawiedliwy wśród Narodów Świata
- Srebrny Krzyż Zasługi z Mieczami
- Krzyż Partyzancki
- Krzyż Kawalerski Orderu Odrodzenia Polski[15].